# 安徽省濉溪中学
安徽省濉溪中学是一所位于中华人民共和国安徽省淮北市濉溪县境内的省级示范高中，位于濉溪县经济技术开发区境内。学校始建于1949年。

## 校址变迁
濉溪中学最初校址在濉溪县南环城路乾隆湖北侧。20世纪80年代迁至濉河路与虎山路交叉处。21世纪初，新校区（位于濉溪县经济技术开发区）建成，此后几年同时存在新旧两个校区。2010年9月，旧校区撤销，只存在位于经济技术开发区的一个校区。

## 现任领导
- 校长：陈朝阳
- 副校长：秦雪峰、张凤华、徐伟、章玉才
- 副书记：章玉才
- 督学：吴志道

## 校庆
濉溪中学60周年校庆已于2009年举办。